# Поддуб'я (Калінінський район)
Поддуб'я (рос. Поддубье) — присілок в Калінінському районі Тверської області Російської Федерації.
Населення становить 60 осіб. Входить до складу муніципального утворення Каблуковське сільське поселення.

## Історія
Від 2005 року входить до складу муніципального утворення Каблуковське сільське поселення.

## Населення
| 2010 |
| ---- |
| 60   |